# Стадион Антонио Аранда
Стадион Антонио Аранда (шп. Estadio Antonio Aranda) do 2013. познат као Стадион Тте. Кнел. Антонио Одоне Саруби (Estadio Tte. Cnel. Antonio Oddone Sarubbi) је вишенаменски стадион који се налази у Сијудад дел Естеу, Парагвај. Највише се користи за фудбал. То је стадион домаћин за утакмице фудбалског клуба Атлетико 3 де Фебреро и носи име по Антонију Аранди Енсини, бившем клупском директору који је својим предузећем Евентос и Конструсионес допринео изградњи стадиона, а такође и првом де Фебреровом унапређењу у прву лигу 2004.

## Историјат стадиона
Стадион се налази поред аутобуске станице Сјудад дел Есте. Стадион се налази на Авенуе Генерал Бернардино Кабаљеро, а отворен је 1973.  Капацитет стадиона је 28.000. Има травнату површину и реновиран је 1999. године, за једно од места одржавања Копа Америка 1999. године. Стадион је био домаћин репрезентацијама Бразила, Мексика, Аргентине и Чилеа. Такође је угостио репрезентације за јужноамеричко У-16 првенство 2004. и јужноамеричко У-20 првенство 2007. Стадион је према величини седишта трећи по величини у Парагвају. 
На овом стадиону је играо познати парагвајски фудбалер Роке Санта Круз када је 17. јуна 1999. постигао свој први међународни гол за национални тим у пријатељској утакмици против Уругваја, а Нелсон Хаедо је постигао свој први међународни гол за репрезентацију 17. августа 2005. у пријатељској утакмици против Ел Салвадора.